# چارلز دی. کوریل
چارلز دی. کوریل (انگلیسی: Charles D. Coryell؛ زاده ۲۱ فوریهٔ ۱۹۱۲ درگذشته ۷ ژانویهٔ ۱۹۷۱) یک شیمی‌دان اهل ایالات متحده آمریکا بود.